# Radewijk en Baalder
Radewijk en Baalder was een waterschap in de Nederlandse provincie Overijssel van 1886 tot 1958. 
De Gedeputeerde Staten van Overijssel besloten tot oprichting van het waterschap op 12 november 1886. Op 13 februari 1887 werd de oprichting van het waterschap bij Koninklijk besluit bekrachtigd. Wegens problemen rondom de oprichtingsbesluiten vond de eerste officiële vergadering pas plaats op 21 mei 1892, nadat het besluit tot oprichting opnieuw op 6 november 1891 door de Gedeputeerde Staten genomen en op 10 december 1891 bekrachtigd bij Koninklijk besluit was.
In 1958 ging het samen met de waterschappen Anerveen, Het Beerzerveld, Het Bruchterveld, Holtheme, De Meene, De Molengoot en Het Rheezer- en Diffelerveld op in het waterschap De Bovenvecht. De laatste vergadering van het bestuur van het waterschap vond plaats op 5 april 1958.